# Daniel-André Tande
Daniel-André Tande (Narvik, 24 de enero de 1994) es un deportista noruego que compite en salto en esquí.
Participó en los Juegos Olímpicos de Pyeongchang 2018, obteniendo una medalla de oro en la prueba de trampolín grande por equipos (junto con Andreas Stjernen, Johann André Forfang y Robert Johansson). Ganó una medalla de plata en el Campeonato Mundial de Esquí Nórdico de 2017, en el trampolín grande por equipos.

## Palmarés internacional
| Juegos Olímpicos   | Juegos Olímpicos            | Juegos Olímpicos | Juegos Olímpicos |
| Año                | Lugar                       | Medalla          | Prueba           |
| ------------------ | --------------------------- | ---------------- | ---------------- |
| 2018               | Pyeongchang (Corea del Sur) | Medalla de oro   | TG por equipos   |
| Campeonato Mundial |                             |                  |                  |
| Año                | Lugar                       | Medalla          | Prueba           |
| 2017               | Lahti (Finlandia)           | Medalla de plata | TG por equipos   |